# 14e étape du Tour d'Italie 2016
Pour un article plus général, voir Tour d'Italie 2016.
La 14e étape du Tour d'Italie 2016 se déroule le samedi 21 mai 2016, entre Farra d'Alpago et Corvara in Badia sur une distance de 210 km.

## Parcours
Le parcours est montagneux. Il comprend 1 col de 3e catégorie, 3 cols de 2e catégorie et 2 cols de 1re catégorie.

## Résultats

### Classement de l'étape
| Classement de l'étape | Classement de l'étape | Classement de l'étape | Classement de l'étape | Classement de l'étape |
|                       | Coureur               | Pays                  | Équipe                | Temps                 |
| --------------------- | --------------------- | --------------------- | --------------------- | --------------------- |
| 1er                   | Esteban Chaves        | Colombie              | Orica-GreenEDGE       | en 6 h 9 min 16 s     |
| 2e                    | Steven Kruijswijk     | Pays-Bas              | Lotto NL-Jumbo        | m.t                   |
| 3e                    | Georg Preidler        | Autriche              | Giant-Alpecin         | m.t                   |
| 4e                    | Darwin Atapuma        | Colombie              | BMC Racing            | + 6 s                 |
| 5e                    | Vincenzo Nibali       | Italie                | Astana                | + 37 s                |
| 6e                    | Kanstantsin Siutsou   | Biélorussie           | Dimension Data        | + 37 s                |
| 7e                    | Ilnur Zakarin         | Russie                | Katusha               | + 2 min 29 s          |
| 8e                    | Rafał Majka           | Pologne               | Tinkoff               | + 2 min 29 s          |
| 9e                    | Rigoberto Urán        | Colombie              | Cannondale            | + 2 min 50 s          |
| 10e                   | Domenico Pozzovivo    | Italie                | AG2R La Mondiale      | + 3 min 0 s           |
| modifier              |                       |                       |                       |                       |

### Points attribués
|   | Cycliste       | Nat      | Équipe           | Pts | Bonif |
| - | -------------- | -------- | ---------------- | --- | ----- |
| 1 | Diego Ulissi   | Italie   | Lampre-Merida    | 8   | 3 s   |
| 2 | Matteo Trentin | Italie   | Etixx-Quick Step | 4   | 2 s   |
| 3 | Pim Ligthart   | Pays-Bas | Lotto-Soudal     | 1   | 1 s   |

|   | Cycliste           | Nat     | Équipe           | Pts | Bonif |
| - | ------------------ | ------- | ---------------- | --- | ----- |
| 1 | Rubén Plaza        | Espagne | Orica-GreenEDGE  | 8   | 3 s   |
| 2 | David López García | Espagne | Sky              | 4   | 2 s   |
| 3 | David de la Cruz   | Espagne | Etixx-Quick Step | 1   | 1 s   |

| - Sprint final de Corvara in Badia (km 210) \| \| Cycliste \| Nat \| Équipe \| Points \| Bonif \| \| -- \| ------------------- \| ----------- \| ---------------- \| ------ \| ----- \| \| 1 \| Esteban Chaves \| Colombie \| Orica-GreenEDGE \| 15 \| 10 s \| \| 2 \| Steven Kruijswijk \| Pays-Bas \| Lotto NL-Jumbo \| 12 \| 6 s \| \| 3 \| Georg Preidler \| Autriche \| Giant-Alpecin \| 9 \| 4 s \| \| 4 \| Darwin Atapuma \| Colombie \| BMC Racing \| 7 \| \| \| 5 \| Vincenzo Nibali \| Italie \| Astana \| 6 \| \| \| 6 \| Kanstantsin Siutsou \| Biélorussie \| Dimension Data \| 5 \| \| \| 7 \| Ilnur Zakarin \| Russie \| Katusha \| 4 \| \| \| 8 \| Rafał Majka \| Pologne \| Tinkoff \| 3 \| \| \| 9 \| Rigoberto Urán \| Colombie \| Cannondale \| 2 \| \| \| 10 \| Domenico Pozzovivo \| Italie \| AG2R La Mondiale \| 1 \| \| |                     |             |                  |        |       |
| | Cycliste            | Nat         | Équipe           | Points | Bonif |
| 1 | Esteban Chaves      | Colombie    | Orica-GreenEDGE  | 15     | 10 s  |
| 2 | Steven Kruijswijk   | Pays-Bas    | Lotto NL-Jumbo   | 12     | 6 s   |
| 3 | Georg Preidler      | Autriche    | Giant-Alpecin    | 9      | 4 s   |
| 4 | Darwin Atapuma      | Colombie    | BMC Racing       | 7      |       |
| 5 | Vincenzo Nibali     | Italie      | Astana           | 6      |       |
| 6 | Kanstantsin Siutsou | Biélorussie | Dimension Data   | 5      |       |
| 7 | Ilnur Zakarin       | Russie      | Katusha          | 4      |       |
| 8 | Rafał Majka         | Pologne     | Tinkoff          | 3      |       |
| 9 | Rigoberto Urán      | Colombie    | Cannondale       | 2      |       |
| 10 | Domenico Pozzovivo  | Italie      | AG2R La Mondiale | 1      |       |

### Cols et côtes
|   | Cycliste            | Pays        | Équipe             | Points |
| - | ------------------- | ----------- | ------------------ | ------ |
| 1 | Damiano Cunego      | Italie      | Nippo-Vini Fantini | 35     |
| 2 | Stefan Denifl       | Autriche    | IAM                | 18     |
| 3 | David López García  | Espagne     | Sky                | 12     |
| 4 | Manuele Mori        | Italie      | Lampre-Merida      | 9      |
| 5 | Diego Ulissi        | Italie      | Lampre-Merida      | 6      |
| 6 | Axel Domont         | France      | AG2R La Mondiale   | 4      |
| 7 | Kanstantsin Siutsou | Biélorussie | Dimension Data     | 2      |
| 8 | Tim Wellens         | Belgique    | Lotto-Soudal       | 1      |

|   | Cycliste            | Pays        | Équipe             | Points |
| - | ------------------- | ----------- | ------------------ | ------ |
| 1 | David López García  | Espagne     | Sky                | 15     |
| 2 | Nicolas Roche       | Irlande     | Sky                | 8      |
| 3 | Darwin Atapuma      | Colombie    | BMC Racing         | 6      |
| 4 | Kanstantsin Siutsou | Biélorussie | Dimension Data     | 4      |
| 5 | Damiano Cunego      | Italie      | Nippo-Vini Fantini | 2      |
| 6 | Moreno Moser        | Italie      | Cannondale         | 1      |

|   | Cycliste           | Pays     | Équipe           | Points |
| - | ------------------ | -------- | ---------------- | ------ |
| 1 | Rubén Plaza        | Espagne  | Orica-GreenEDGE  | 7      |
| 2 | David López García | Espagne  | Sky              | 4      |
| 3 | David de la Cruz   | Espagne  | Etixx-Quick Step | 2      |
| 4 | Darwin Atapuma     | Colombie | BMC Racing       | 1      |

|   | Cycliste            | Pays        | Équipe           | Points |
| - | ------------------- | ----------- | ---------------- | ------ |
| 1 | Rubén Plaza         | Espagne     | Orica-GreenEDGE  | 15     |
| 2 | David López García  | Espagne     | Sky              | 8      |
| 3 | Darwin Atapuma      | Colombie    | BMC Racing       | 6      |
| 4 | David de la Cruz    | Espagne     | Etixx-Quick Step | 4      |
| 5 | Kanstantsin Siutsou | Biélorussie | Dimension Data   | 2      |
| 6 | Moreno Moser        | Italie      | Cannondale       | 1      |

|   | Cycliste            | Pays        | Équipe             | Points |
| - | ------------------- | ----------- | ------------------ | ------ |
| 1 | Darwin Atapuma      | Colombie    | BMC Racing         | 35     |
| 2 | Kanstantsin Siutsou | Biélorussie | Dimension Data     | 18     |
| 3 | Georg Preidler      | Autriche    | Giant-Alpecin      | 12     |
| 4 | David de la Cruz    | Espagne     | Etixx-Quick Step   | 9      |
| 5 | Damiano Cunego      | Italie      | Nippo-Vini Fantini | 6      |
| 6 | Nicolas Roche       | Irlande     | Sky                | 4      |
| 7 | Maxime Monfort      | Belgique    | Lotto-Soudal       | 2      |
| 8 | Rubén Plaza         | Espagne     | Orica-GreenEDGE    | 1      |

|   | Cycliste            | Pays        | Équipe          | Points |
| - | ------------------- | ----------- | --------------- | ------ |
| 1 | Darwin Atapuma      | Colombie    | BMC Racing      | 15     |
| 2 | Kanstantsin Siutsou | Biélorussie | Dimension Data  | 8      |
| 3 | Georg Preidler      | Autriche    | Giant-Alpecin   | 6      |
| 4 | Esteban Chaves      | Colombie    | Orica-GreenEDGE | 4      |
| 5 | Steven Kruijswijk   | Pays-Bas    | Lotto NL-Jumbo  | 2      |
| 6 | Vincenzo Nibali     | Italie      | Astana          | 1      |

### Classement au temps par équipes
| Classement par équipes au temps | Classement par équipes au temps | Classement par équipes au temps | Classement par équipes au temps |
|                                 | Équipe                          | Pays                            | Temps                           |
| ------------------------------- | ------------------------------- | ------------------------------- | ------------------------------- |
| 1re                             | Astana                          | Kazakhstan                      | en 18 h 25 min 25 s             |
| 2e                              | Sky                             | Royaume-Uni                     | + 9 min 10 s                    |
| 3e                              | Movistar                        | Espagne                         | + 12 min 7 s                    |
| modifier                        |                                 |                                 |                                 |

### Classement aux points par équipes
| Classement par équipes aux points | Classement par équipes aux points | Classement par équipes aux points | Classement par équipes aux points | Classement par équipes aux points |
|                                   | Équipes                           | Pays                              |                                   | Point(s)                          |
| --------------------------------- | --------------------------------- | --------------------------------- | --------------------------------- | --------------------------------- |
| 1re                               | Orica-GreenEDGE                   | Australie                         |                                   | 58                                |
| 2e                                | Lotto NL-Jumbo                    | Pays-Bas                          |                                   | 35                                |
| 3e                                | Giant-Alpecin                     | Allemagne                         |                                   | 26                                |
| modifier                          |                                   |                                   |                                   |                                   |

## Classements à l'issue de l'étape

### Classement général
| Classement général | Classement général  | Classement général | Classement général | Classement général  |
|                    | Coureur             | Pays               | Équipe             | Temps               |
| ------------------ | ------------------- | ------------------ | ------------------ | ------------------- |
| 1er                | Steven Kruijswijk   | Pays-Bas           | Lotto NL-Jumbo     | en 60 h 12 min 43 s |
| 2e                 | Vincenzo Nibali     | Italie             | Astana             | + 41 s              |
| 3e                 | Esteban Chaves      | Colombie           | Orica-GreenEDGE    | + 1 min 32 s        |
| 4e                 | Alejandro Valverde  | Espagne            | Movistar           | + 3 min 6 s         |
| 5e                 | Andrey Amador       | Costa Rica         | Movistar           | + 3 min 15 s        |
| 6e                 | Rafał Majka         | Pologne            | Tinkoff            | + 3 min 29 s        |
| 7e                 | Ilnur Zakarin       | Russie             | Katusha            | + 3 min 53 s        |
| 8e                 | Rigoberto Urán      | Colombie           | Cannondale         | + 5 min 1 s         |
| 9e                 | Kanstantsin Siutsou | Biélorussie        | Dimension Data     | + 5 min 38 s        |
| 10e                | Jakob Fuglsang      | Danemark           | Astana             | + 5 min 38 s        |
| modifier           |                     |                    |                    |                     |

### Classement du meilleur jeune
| Classement du meilleur jeune | Classement du meilleur jeune | Classement du meilleur jeune | Classement du meilleur jeune | Classement du meilleur jeune |
|                              | Coureur                      | Pays                         | Équipe                       | Temps                        |
| ---------------------------- | ---------------------------- | ---------------------------- | ---------------------------- | ---------------------------- |
| 1er                          | Bob Jungels                  | Luxembourg                   | Etixx-Quick Step             | en 60 h 18 min 53 s          |
| 2e                           | Sebastián Henao              | Colombie                     | Sky                          | + 11 min 2 s                 |
| 3e                           | Davide Formolo               | Italie                       | Cannondale                   | + 27 min 6 s                 |
| 4e                           | Valerio Conti                | Italie                       | Lampre-Merida                | + 47 min 39 s                |
| 5e                           | Joe Dombrowski               | États-Unis                   | Cannondale                   | + 47 min 43 s                |
| modifier                     |                              |                              |                              |                              |

### Classement aux points
| Classement par points | Classement par points | Classement par points | Classement par points | Classement par points |
| --------------------- | --------------------- | --------------------- | --------------------- | --------------------- |
|                       | Coureur               | Pays                  | Équipe                | Point(s)              |
| 1er                   | Giacomo Nizzolo       | Italie                | Trek-Segafredo        | 138 points            |
| 2e                    | Diego Ulissi          | Italie                | Lampre-Merida         | 112 pts               |
| 3e                    | Sacha Modolo          | Italie                | Lampre-Merida         | 84 pts                |
| 4e                    | Maarten Tjallingii    | Pays-Bas              | Lotto NL-Jumbo        | 83 pts                |
| 5e                    | Daniel Oss            | Italie                | BMC Racing            | 80 pts                |
| modifier              |                       |                       |                       |                       |

### Classement du meilleur grimpeur
| Classement du meilleur grimpeur | Classement du meilleur grimpeur | Classement du meilleur grimpeur | Classement du meilleur grimpeur | Classement du meilleur grimpeur |
| ------------------------------- | ------------------------------- | ------------------------------- | ------------------------------- | ------------------------------- |
|                                 | Coureur                         | Pays                            | Équipe                          | Point(s)                        |
| 1er                             | Damiano Cunego                  | Italie                          | Nippo-Vini Fantini              | 134 points                      |
| 2e                              | Stefan Denifl                   | Autriche                        | IAM                             | 72 pts                          |
| 3e                              | Darwin Atapuma                  | Colombie                        | BMC Racing                      | 69 pts                          |
| 4e                              | Giovanni Visconti               | Italie                          | Movistar                        | 61 pts                          |
| 5e                              | Mikel Nieve                     | Espagne                         | Sky                             | 50 pts                          |
| modifier                        |                                 |                                 |                                 |                                 |

### Classements par équipes

#### Classement au temps
| Classement par équipes au temps | Classement par équipes au temps | Classement par équipes au temps | Classement par équipes au temps |
|                                 | Équipe                          | Pays                            | Temps                           |
| ------------------------------- | ------------------------------- | ------------------------------- | ------------------------------- |
| 1re                             | Astana                          | Kazakhstan                      | en 180 h 53 min 26 s            |
| 2e                              | Movistar                        | Espagne                         | + 4 min 51 s                    |
| 3e                              | Cannondale                      | États-Unis                      | + 16 min 54 s                   |
| modifier                        |                                 |                                 |                                 |

#### Classement aux points
| Classement par équipes aux points | Classement par équipes aux points | Classement par équipes aux points | Classement par équipes aux points | Classement par équipes aux points |
|                                   | Équipes                           | Pays                              |                                   | Point(s)                          |
| --------------------------------- | --------------------------------- | --------------------------------- | --------------------------------- | --------------------------------- |
| 1re                               | Etixx-Quick Step                  | Belgique                          |                                   | 313                               |
| 2e                                | Lotto NL-Jumbo                    | Pays-Bas                          |                                   | 311                               |
| 3e                                | Lotto-Soudal                      | Belgique                          |                                   | 251                               |
| modifier                          |                                   |                                   |                                   |                                   |

### Abandons
- 71 -  Arnaud Démare (FDJ) : abandon
- 92 -  Matthias Brändle (IAM) : abandon
- 107 -  Przemysław Niemiec (Lampre-Merida) : abandon
- 153 -  Bert De Backer (Giant-Alpecin) : abandon
- 201 -  Ryder Hesjedal (Trek-Segafredo) : abandon